# Mistrzostwa Świata w Piłce Nożnej 2010 (eliminacje strefy UEFA)/Grupa 9
W Grupie 9 eliminacji do MŚ 2010 brały udział następujące zespoły:
- Holandia
- Norwegia
- Szkocja
- Islandia
- Macedonia Północna

## Tabela
| Miejsce | Drużyna            | Mecze | Punkty | Zwyc. | Rem. | Por. | Bramki |
| ------- | ------------------ | ----- | ------ | ----- | ---- | ---- | ------ |
| 1       | Holandia           | 8     | 24     | 8     | 0    | 0    | 17-2   |
| 2       | Norwegia           | 8     | 10     | 2     | 4    | 2    | 9-7    |
| 3       | Szkocja            | 8     | 10     | 3     | 1    | 4    | 6-11   |
| 4       | Macedonia Północna | 8     | 7      | 2     | 1    | 5    | 5-11   |
| 5       | Islandia           | 8     | 5      | 1     | 2    | 5    | 7-13   |

|                    | Islandia | Macedonia Północna | Holandia | Norwegia | Szkocja |
| ------------------ | -------- | ------------------ | -------- | -------- | ------- |
| Islandia           | X        | 1:0                | 1:2      | 1:1      | 1:2     |
| Macedonia Północna | 2:0      | X                  | 1:2      | 0:0      | 1:0     |
| Holandia           | 2:0      | 4:0                | X        | 2:0      | 3:0     |
| Norwegia           | 2:2      | 2:1                | 0:1      | X        | 4:0     |
| Szkocja            | 2:1      | 2:0                | 0:1      | 0:0      | X       |

## Wyniki
| 6 września 2008 15.00 CET | Macedonia Północna · Naumoski 5' | 1-0(1-0) | Szkocja | Stadion Filipa II, Skopje · Widzów: 9 000 · Sędzia: Královec ( Czechy) |
|                           |                                  |          |         |                                                                        |

| 6 września 2008 19.00 CET | Norwegia · Iversen 36' (k) 50' | 2-2(1-1) | Islandia · Helguson 38' · Guðjohnsen 69' | Ullevaal Stadion, Oslo · Widzów: 17 254 · Sędzia: Alon Yefet ( Izrael) |
|                           |                                |          |                                          |                                                                        |

| 10 września 2008 20.30 CET | Macedonia Północna · Pandew 77' (k) | 1-2(0-1) | Holandia · Heitinga 45' · van der Vaart 59' | Stadion Filipa II, Skopje · Widzów: 11 000 · Sędzia: Grzegorz Gilewski ( Polska) |
|                            |                                     |          |                                             |                                                                                  |

| 10 września 2008 20.30 CET | Islandia · Guðjohnsen 77' (k) | 1-2(0-1) | Szkocja · Broadfoot 18' · Robson 59' | Laugardalsvöllur, Reykjavík · Widzów: 9 767 · Sędzia: Serge Gumienny ( Belgia) |
|                            |                               |          |                                      |                                                                                |

| 11 października 2008 16.00 CET | Szkocja | 0–0(0-0) | Norwegia | Hampden Park, Glasgow · Widzów: 50 205 · Sędzia: Massimo Busacca ( Szwajcaria) |
|                                |         |          |          |                                                                                |

| 11 października 2008 20.45 CET | Holandia · Mathijsen 14' · Huntelaar 64' | 2–0(1-0) | Islandia | De Kuip, Rotterdam · Widzów: 37 500 · Sędzia: Matteo Simone Trefoloni ( Włochy) |
|                                |                                          |          |          |                                                                                 |

| 15 października 2008 19.00 CET | Norwegia | 0-1(0-0) | Holandia · van Bommel 62' | Ullevaal Stadion, Oslo · Widzów: 23 840 · Sędzia: Konrad Plautz ( Austria) |
|                                |          |          |                           |                                                                            |

| 15 października 2008 20.00 CET | Islandia · Gunnarsson 16' | 1-0(1-0) | Macedonia Północna | Laugardalsvöllur, Reykjavík · Widzów: 5 527 · Sędzia: Selçuk Dereli ( Turcja) |
|                                |                           |          |                    |                                                                               |

| 28 marca 2009 20.45 CET | Holandia · Huntelaar 30' · van Persie 45' · Kuijt 77' (k) | 3-0(2-0) | Szkocja | Amsterdam ArenA, Amsterdam · Widzów: 50 000 · Sędzia: Laurent Duhamel ( Francja) |
|                         |                                                           |          |         |                                                                                  |

| 1 kwietnia 2009 20.45 CET | Holandia · Kuijt 16' 41' · Huntelaar 25' · van der Vaart 87' | 4-0(3-0) | Macedonia Północna | Amsterdam ArenA, Amsterdam · Widzów: 47 750 · Sędzia: Peter Rasmussen Dania |
|                           |                                                              |          |                    |                                                                             |

| 1 kwietnia 2009 21.00 CET | Szkocja · McCormack 39' · S. Fletcher 65' | 2-1(1-0) | Islandia · I. Sigurðsson 54' | Hampden Park, Glasgow · Widzów: 42 259 · Sędzia: Thomas Einwaller Austria |
|                           |                                           |          |                              |                                                                           |

| 6 czerwca 2009 | Macedonia Północna | 0-0(0-0) | Norwegia | Stadion Filipa II, Skopje · Widzów: 7 000 · Sędzia: Paolo Tagliavento Włochy |
|                |                    |          |          |                                                                              |

| 6 czerwca 2009 | Islandia · K. Sigurðsson 87' | 1-2(0-2) | Holandia · de Jong 8' · Bommel 15' | Laugardalsvöllur, Reykjavík · Widzów: 9 635 · Sędzia: Mike Dean Anglia |
|                |                              |          |                                    |                                                                        |

| 10 czerwca 2009 | Macedonia Północna · Stojkow 9' · Iwanowski 85' | 2-0(1-0) | Islandia | Stadion Filipa II, Skopje · Widzów: 7 000 · Sędzia: Saïd Ennjimi Francja |
|                 |                                                 |          |          |                                                                          |

| 10 czerwca 2009 | Holandia · Ooijer 32' · Robben 50' | 2-0(1-0) | Norwegia | De Kuip, Rotterdam · Widzów: 45 600 · Sędzia: Jurij Baskakow Rosja |
|                 |                                    |          |          |                                                                    |

| 12 sierpnia 2009 | Norwegia · Riise 36' · Pedersen 45+1' 90+2' · Huseklepp 60' | 4-0(2-0) | Szkocja | Ullevaal Stadion, Oslo · Widzów: 24 493 · Sędzia: Alain Hamer ( Luksemburg) |
|                  |                                                             |          |         |                                                                             |

| 5 września 2009 | Islandia · Guðjohnsen 29' | 1-1(1-1) | Norwegia · Riise 10' | Laugardalsvöllur, Reykjavík · Widzów: 7 321 · Sędzia: Alexandru Dan Tudor ( Rumunia) |
|                 |                           |          |                      |                                                                                      |

| 5 września 2009 | Szkocja · Brown 56' · McFadden 81' | 2-0(0-0) | Macedonia Północna | Hampden Park, Glasgow · Widzów: 50 214 · Sędzia: Wolfgang Stark Niemcy |
|                 |                                    |          |                    |                                                                        |

| 9 września 2009 | Norwegia · Helstad 2' · Riise 25' | 2-1(2-0) | Macedonia Północna · Grnczarow 79' | Ullevaal Stadion, Oslo · Widzów: 14 776 · Sędzia: Bruno Paixão Portugalia |
|                 |                                   |          |                                    |                                                                           |

| 9 września 2009 | Szkocja | 0-1(0-0) | Holandia · Elia 82' | Hampden Park, Glasgow · Widzów: 51 230 · Sędzia: Claus Bo Larsen Dania |
|                 |         |          |                     |                                                                        |